# Cray XE6

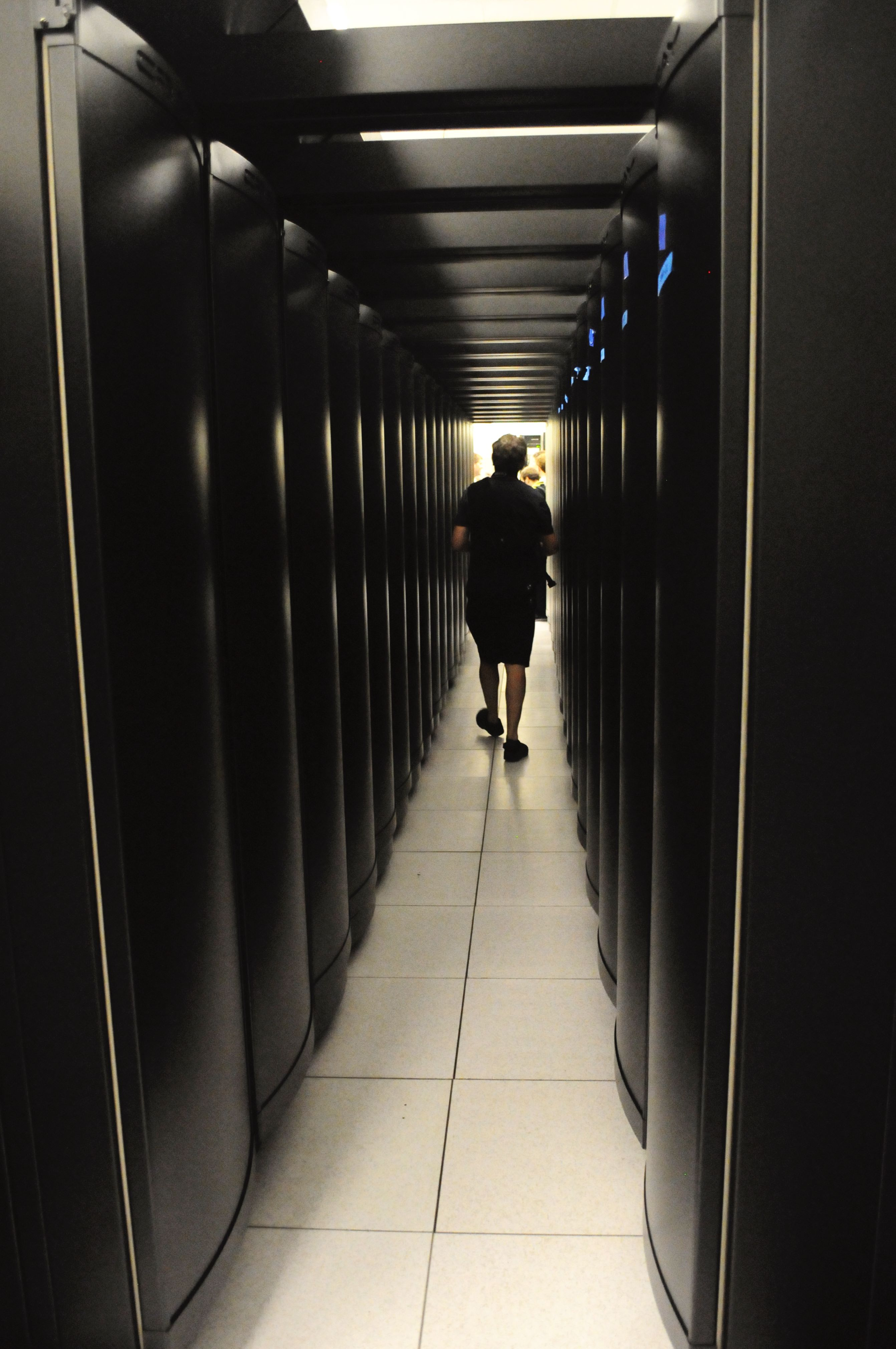
Una persona caminando entre los gabinetes de un Cray XE6

El Cray XE6 (llamado Baker durante su desarrollo) es una versión actualizada de la supercomputadora Cray XT6, anunciado oficialmente el 25 de mayo de 2010. El XE6 usa los mismos blade encontrados en el XT6, con procesadores de 8 o 12 núcleos Opteron 6100, alcanzando 3.072 núcleos por gabinete, pero reemplaza la interconexión SeaStar2+ usada en los Cray XT5 y XT6 por el enrutador ASIC Gemini, más rápido y escalable. Esto se usa para proveer una topología de red de toros de 3 dimensiones entre nodos. Cada nodo XE6 tiene dos zócalos para procesador y 32 o 64 GB de memoria DDR3 SDRAM. Dos nodos comparten un enrutador Gemini ASIC.
El XE6 corre el Cray Linux Environment versión 3. Este incorpora el SUSE Linux Enterprise Server y el Compute Node Linux de Cray.